# Бёрнзен
Бёрнзен (нем. Börnsen) — община в Германии, в земле Шлезвиг-Гольштейн. 
Входит в состав района Герцогство Лауэнбург. Подчиняется управлению Хоэ Эльбгест.  Население составляет 4107 человек (на 31 декабря 2010 года). Занимает площадь 8,42 км².